# Varese Calcio SSD

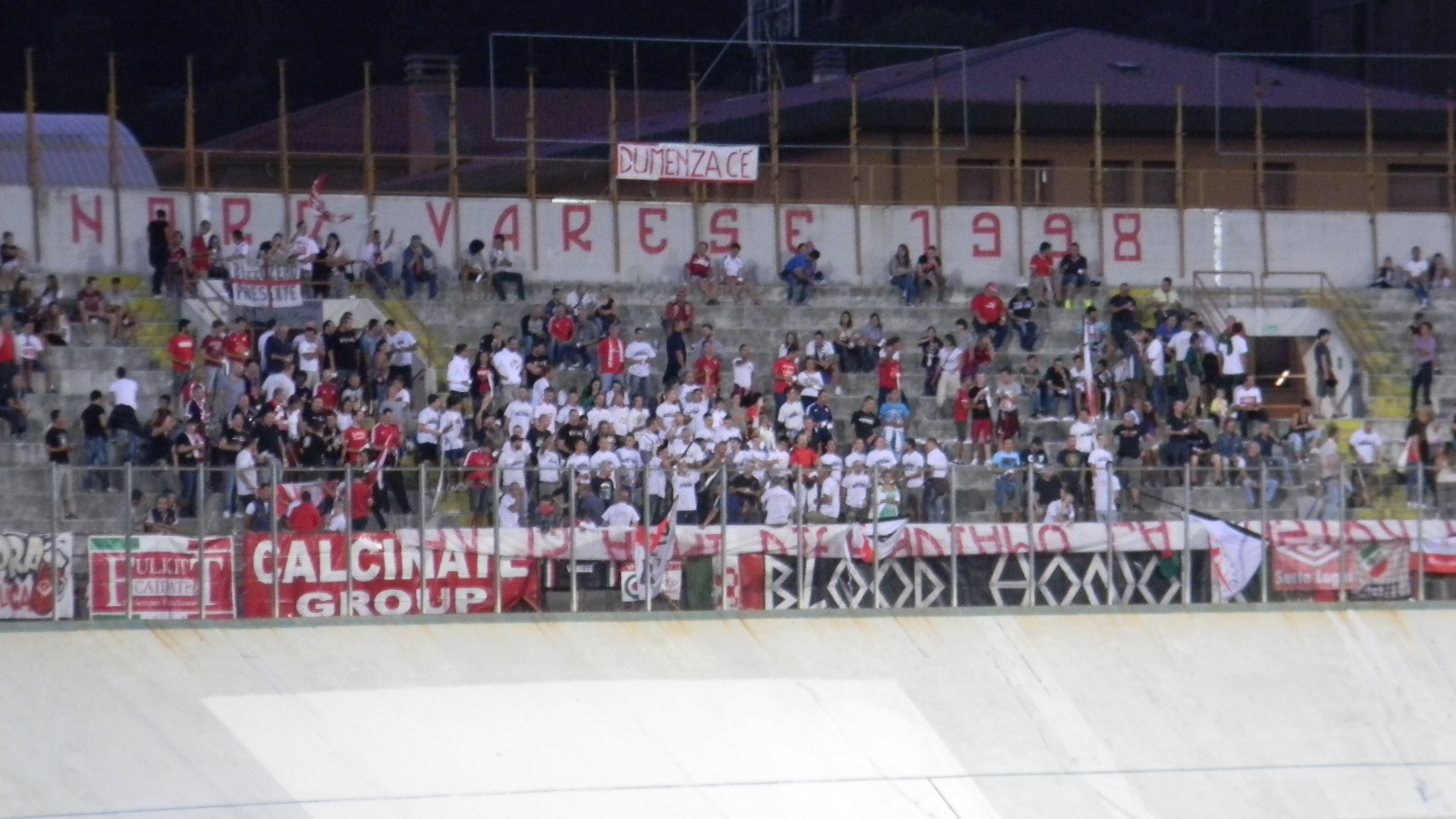
Fans

Varese Calcio SSD was een Italiaanse voetbalclub uit Varese, in de regio Lombardije. De club werd opgericht op 22 maart 1910 als Varese Football Club.

## Geschiedenis
In 1914 speelde de club voor het eerst in competitieverband, een jaar later werd het voetbal in de grootste delen van Europa stilgelegd door de Eerste Wereldoorlog, na de oorlog werd het voetbal hervat. In 1926 werden de clubkleuren rood-wit aangenomen in overeenstemming met de kleuren van Varese. In de wijk Masnago werd het stadion Stadio del Littorio. In 1950 werd de naam van het stadion veranderd in Stadio Franco Ossola, een eerbetoon aan Franco Ossola die van Varese getransfereerd was naar AC Torino en omkwam in de Superga-vliegramp in 1949.
In 1964 promoveerde de club naar de Serie A na twee opeenvolgende promoties. In het eerste seizoen werd de club elfde en degradeerde daarna. In de Serie B werd Varese vice-kampioen achter Sampdoria Genua en promoveerde terug. Bij de terugkeer werd de club gedeeld zevende met Torino. Ook deze keer degradeerde de club in het tweede seizoen. In de Serie B werd Varese kampioen met één punt voorsprong op US Foggia en Catania. Het derde verblijf in de Serie A was niet anders dan de twee voorgaande, na een negende plaats in 1971 werd de club laatste in 1972. Nu duurde het twee seizoenen vooraleer Varese terugkeerde naar de Serie A. Dit keer was het wel het laatste optreden van de club in de hoogste klasse.
Na degradatie in 1985 uit de Serie B kon de club niet meer terugkeren. De volgende jaren werden in de Serie C1 en Serie C2 doorgebracht. Door wanbeleid raakte de club in financiële problemen en ging failliet in juli 2004. De nieuwe club AS Varese 1910 startte in de Eccellenza (zesde klasse) en promoveerde toen vier klassen omhoog en speelde vanaf 2010/11 in de tweede klasse, tot ze in 2015 degradeerden naar de Serie C1. Echter konden ze het inschrijfgeld niet betalen, waardoor ze failliet werden verklaard. Onder de nieuwe naam Varese Calcio SSD zijn ze weer begonnen in de Eccellenza, waar ze na een seizoen uit promoveerde naar de Serie D (4e niveau van Italië). Na het seizoen 2018/19 ging het opnieuw financieel mis bij de club en op 12 augustus 2019 werd het faillissement uitgesproken. De club besloot geen doorstart te maken en schreef niet meer in voor de competitie 2019/20

## Naamsveranderingen
- 1910 – Opgericht als FBC Varese
- 1923 - AS Varesina Varese
- 1926 - Varese Sportiva
- 1946 - FC Varese
- 1970 - Varese Calcio
- 1988 - FC Varese
- 1992 - Varese FC
- 2004 - AS Varese 1910
- 2015 - Varese Calcio SSD

## Eindklasseringen
| Seizoen | Competitie                        | Niveau | Eindstand | Coppa Italia | Opmerking                                                  |
| ------- | --------------------------------- | ------ | --------- | ------------ | ---------------------------------------------------------- |
| 2000/01 | Serie C1 Girone A                 | III    | 10        | 3e groep 5   |                                                            |
| 2001/02 | Serie C1 Girone A                 | III    | 6         | --           |                                                            |
| 2002/03 | Serie C1 Girone A                 | III    | 15        | --           | winnaar play-out > Carrarese (2-2)                         |
| 2003/04 | Serie C1 Girone A                 | III    | 16        | --           | Geen licentie meer, doorstart onder de naam Varese 1910 SA |
| 2004/05 | Eccellenza Lombardia              | VI     | 2         | --           |                                                            |
| 2005/06 | Serie D Girone A                  | V      | 1         | --           |                                                            |
| 2006/07 | Serie C2 Girone A                 | IV     | 11        | --           |                                                            |
| 2007/08 | Serie C2 Girone A                 | IV     | 11        | --           |                                                            |
| 2008/09 | Serie C2 Girone A                 | IV     | 1         | --           |                                                            |
| 2009/10 | Lega Pro Prima Divisione Girone A | III    | 2         | 2e ronde     |                                                            |
| 2010/11 | Serie B                           | II     | 4         | 3e ronde     | halve finale promotieserie                                 |
| 2011/12 | Serie B                           | II     | 5         | 2e ronde     | finale promotieserie > UC Sampdoria (2-4)                  |
| 2012/13 | Serie B                           | II     | 7         | 3e ronde     |                                                            |
| 2013/14 | Serie B                           | II     | 18        | 4e ronde     | winnaar play-out > Novara Calcio (4-2)                     |
| 2014/15 | Serie B                           | II     | 21        | 4e ronde     | failliet en doorstart onder de naam Varese Calcio SSD      |
| 2015/16 | Eccellenza Lombardia Girone A     | VI     | 1         | --           |                                                            |
| 2016/17 | Serie D                           | V      | 2         | --           | Finale promotieserie > Gozzano (0-2)                       |
| 2017/18 | Serie D                           | V      | 18        | --           | Play-out > Oltrepo Voghera (0-2)                           |
| 2018/19 | Eccellenza Lombardia Girone A     | VI     | 12        | --           | Club wordt opgeheven                                       |

## Bekende (oud-)spelers
| - Alessandro Mazzola - Alessandro Pellicori - André-Joël Eboué - Antonio Esposito - Ariedo Braida - Armando Picchi - Claudio Gentile - Davide Possanzini - Dino Fava Passaro - Egidio Calloni - Fabio Bazzani | - Federico Balzaretti - Francesco Zerbini - Franco Ossola - Gianluca Pessotto - Giampiero Marini - Gianluca Savoldi - Gianpiero Mangiarotti - Giovanni Lopez - Giovanni Trapattoni - Giuseppe Meazza - Horst Szymaniak | - Ilario Aloe - Jean-Toussaint Moretti - Kurt Andersson - Luca Castellazzi - Luigi Danova - Massimo Maccarone - Michelangelo Rampulla - Mirco Gasparetto - Nestor Combin - Paolo Vanoli - Pietro Anastasi | - Pietro Carmignani - Pietro Maroso - Riccardo Maspero - Riccardo Sogliano - Roberto Bettega - Roberto Boninsegna - Sanel Sehic - Sean Sogliano - Sergio Pellissier - Stefano Garzon - Stefano Sorrentino |